# Stola
u 2. st. pr. Kr.. Rimljani prestaju nositi toge,  žene nose stole .Postoje dvije osnovne vrste toge: toga pura, virilis (čista toga) i toga praetexta (toga s purpurnom trakom). Togu s obrubom nose dječaci do šesnaeste godine, kao i visoki državni službenici i senatori. Stole su bile gornje haljine preko kojih su žene ogrtale palium;kada su izlazile iz kuće često su pokrivale i glave.